# Shajingcultuur
De Shajingcultuur (Chinees: 沙井文化, 800/700 - 100 v.Chr.) wass een archeologische cultuur uit de ijzertijd in het gebied van Gansu, ten noordwesten van de centrale vlakten van China. Het dorp Shajing (沙井村) ligt op ongeveer 250 km ten noordwesten van Wuwei, terwijl het dorp Yushugou, een andere belangrijke Shajing-site, ongeveer 140 km verderop naar het zuidoosten ligt. De Shajingcultuur was nauw verbonden met de Sakische cultuur van Xinjiang, de Ordoscultuur van Binnen-Mongolië en de Late Xiajiadiancultuur van Liaoning. Het was een cultuur die hoofdzakelijk gebaseerd was op pastoraal nomadisme. Anno 2017 waren zeven locaties opgegraven en bijna evenveel versterkte nederzettingen gebouwd met muren van samengeperste löss. 

## Kenmerken
De ecologische context van de Shajingcultuur was er een van algemene verdroging, als gevolg van de warme en vochtige klimatologische omstandigheden van het late glaciale tot het midden-holoceen waarvan de Majiayaocultuur en de Qijiacultuur hadden geprofiteerd. Meestal leidden dergelijke dorre omstandigheden tot materiële en culturele achteruitgang, maar de Shajingcultuur kon bloeien langs de lagere Shiyang-rivier toen het Zhuye-meer zich terugtrok, en de Xiongnu waren in staat de stad Xiutu te vestigen langs de Hongshui-rivier, wat leidde tot een bloei van de nomadische cultuur in een context van droogte. Archeologische overblijfselen suggereren dat de mensen van de Shajingcultuur zich bezighielden met veeteelt, maar ook met extensieve landbouwproductie. 
De bronzen artefacten van deze cultuur volgen de Scythisch-Siberische dierstijl van de noordelijke steppen, met motieven als adelaar, hert en hond. Er zijn overblijfselen van strijdwagens gevonden, evenals ijzeren schoppen. Archeologische vondsten van ijzeren messen en schoppen suggereren dat de Shajingcultuur mogelijk een belangrijke rol heeft gespeeld bij de overdracht van ijzertechnologie naar China. 
Over het geheel genomen vormen Scythische artefacten de kern van deze cultuur, maar de etnische verwantschap van het Shajing-volk blijft onzeker: het kunnen de Yuezhi, proto-Tibetaanse Qiang of Rong zijn geweest, of zelfs de Iraanse Wusun, of een samenstelling van deze etnische en culturele elementen. De Shajingcultuur behoorde mogelijk tot de Yuezhi, hoewel men nu denkt dat de zone tussen de Tiensjan en Dunhuang een betere kandidaat is.
De Shajingcultuur kende ommuurde nederzettingen, waarschijnlijk voor defensieve doeleinden, waarbinnen draagbare joerten waren opgesteld. De ommuurde nederzetting Sanjiaocheng (三角城) in Jinchang behoorde tot de Shajingcultuur, zoals bevestigd door de aardewerktypen, en werd gebouwd rond 800 v.Chr., waardoor het de oudste bekende ommuurde nederzetting in de Hexicorridor is. Het kan een van de bases zijn geweest van waaruit de nomadische cultuur zich rond 600-400 v.Chr. verspreidde naar China. De site was nog steeds bewoond in de periode 384-116 v.Chr., tot de Chinese verovering door Huo Qubing.

Sanjiaocheng
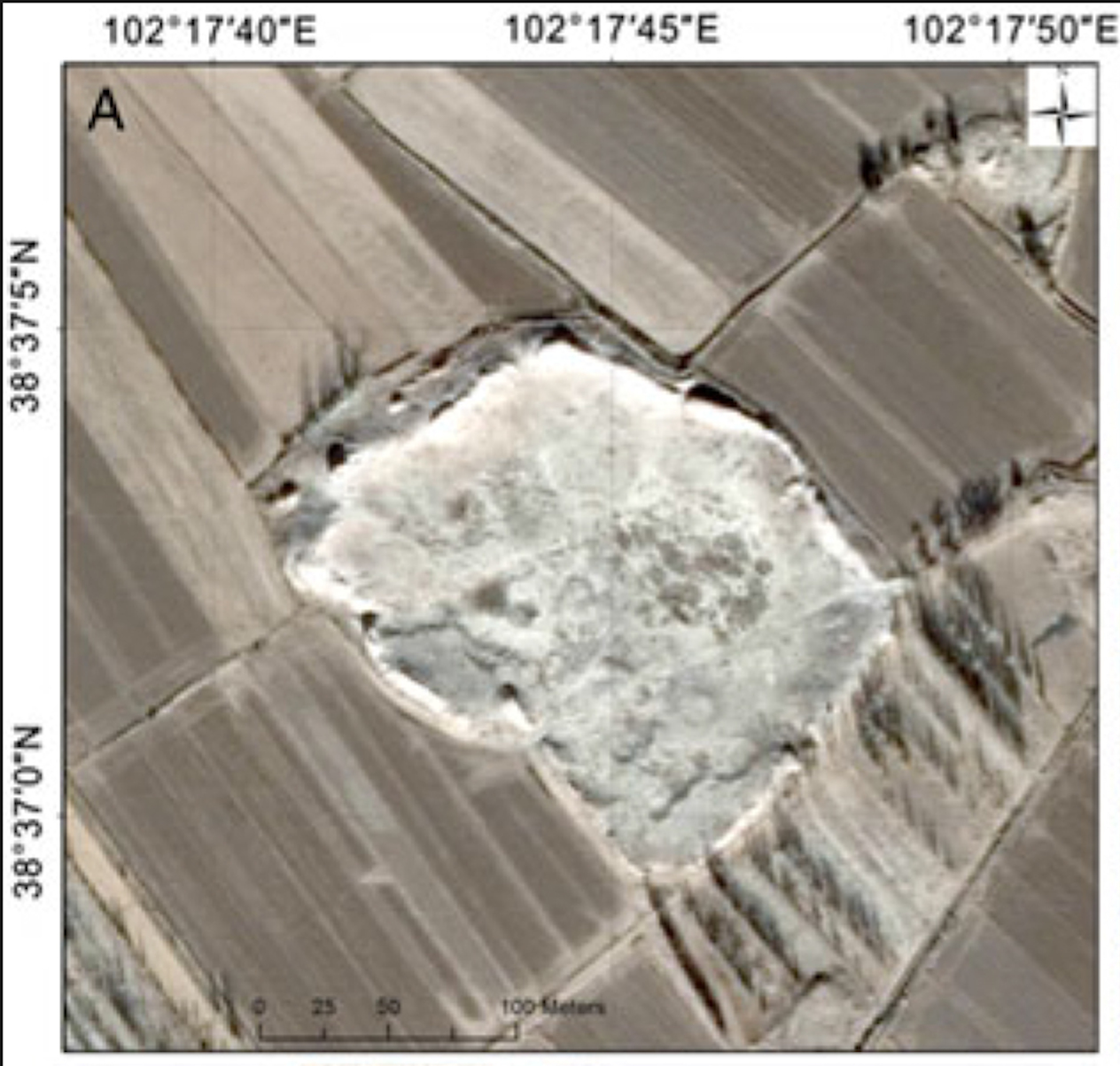
fortificaties van Sanjiaocheng, c. 800 v.Chr.
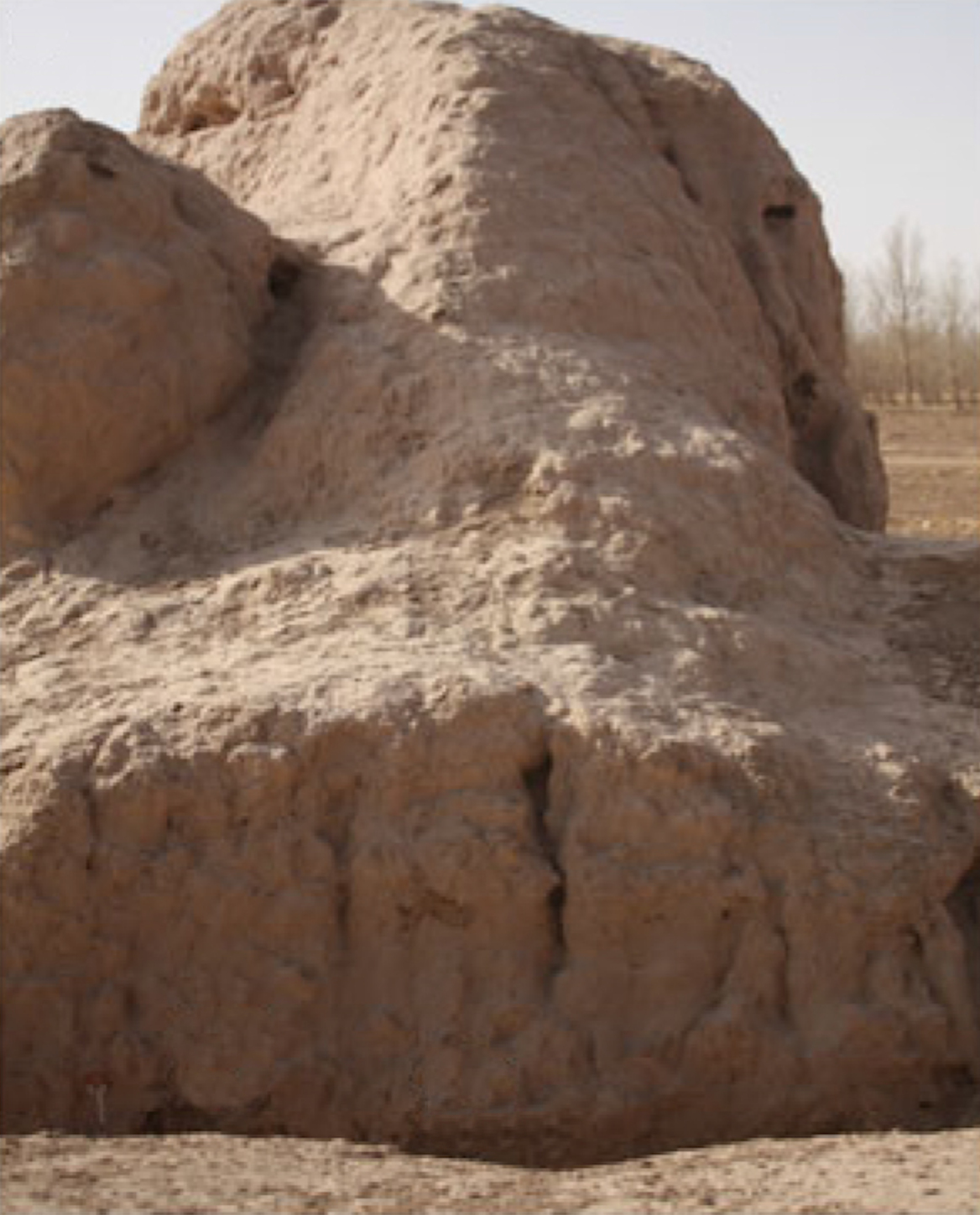
muren van Sanjiaocheng

Artefacten
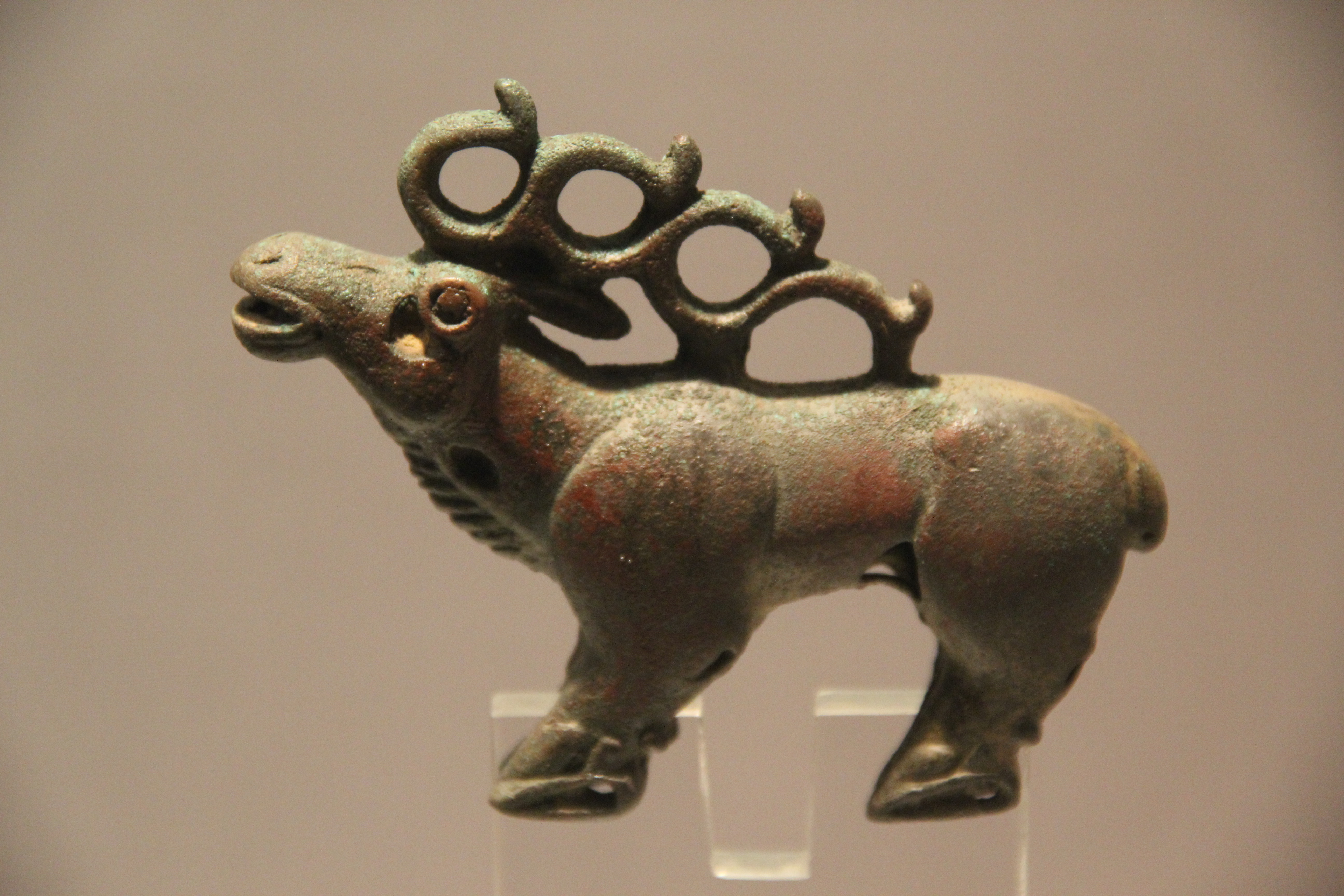
eland van Longqu (龙渠乡), Zhangye, 475–221 v.Chr.
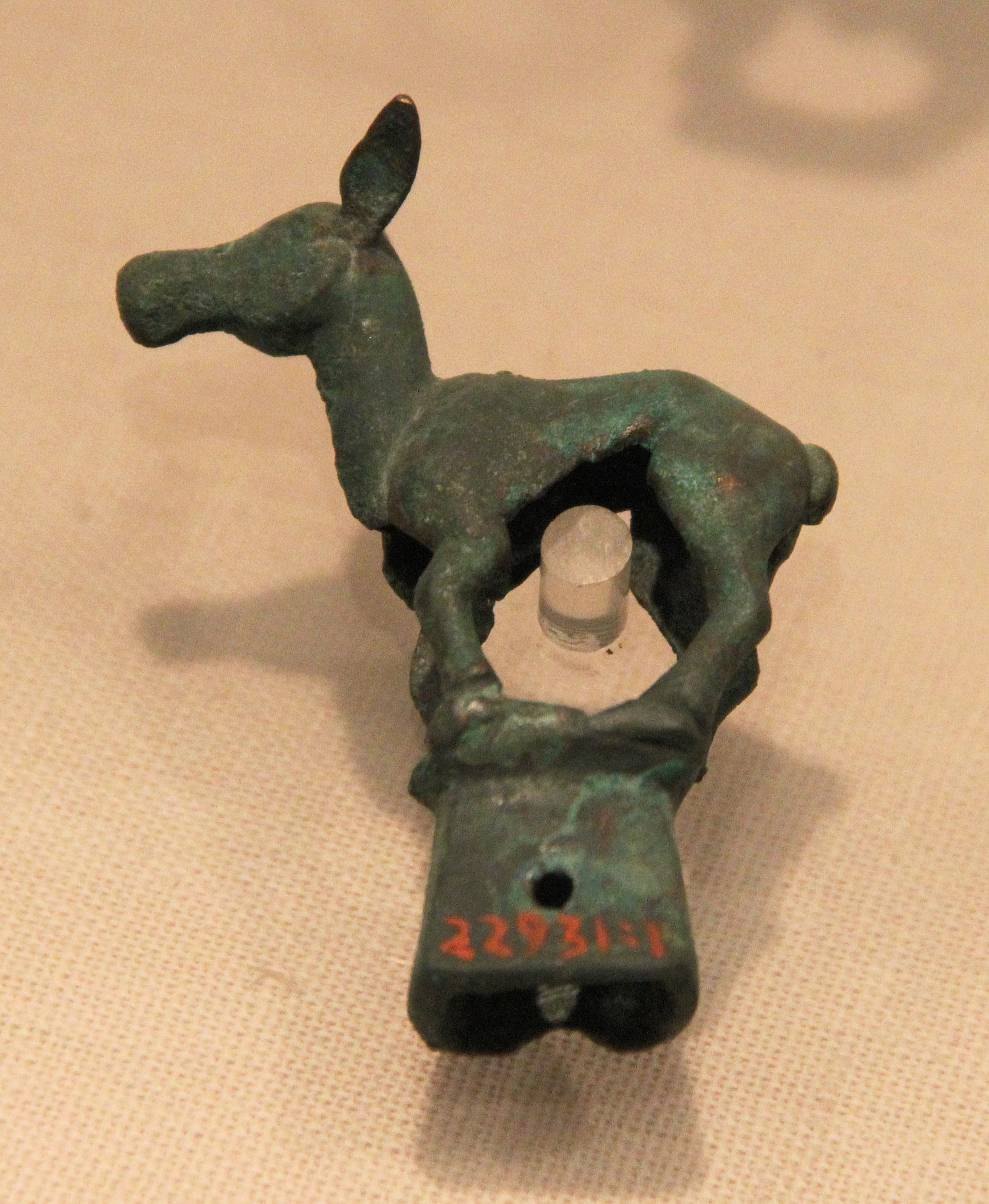
bronzen hertenornament
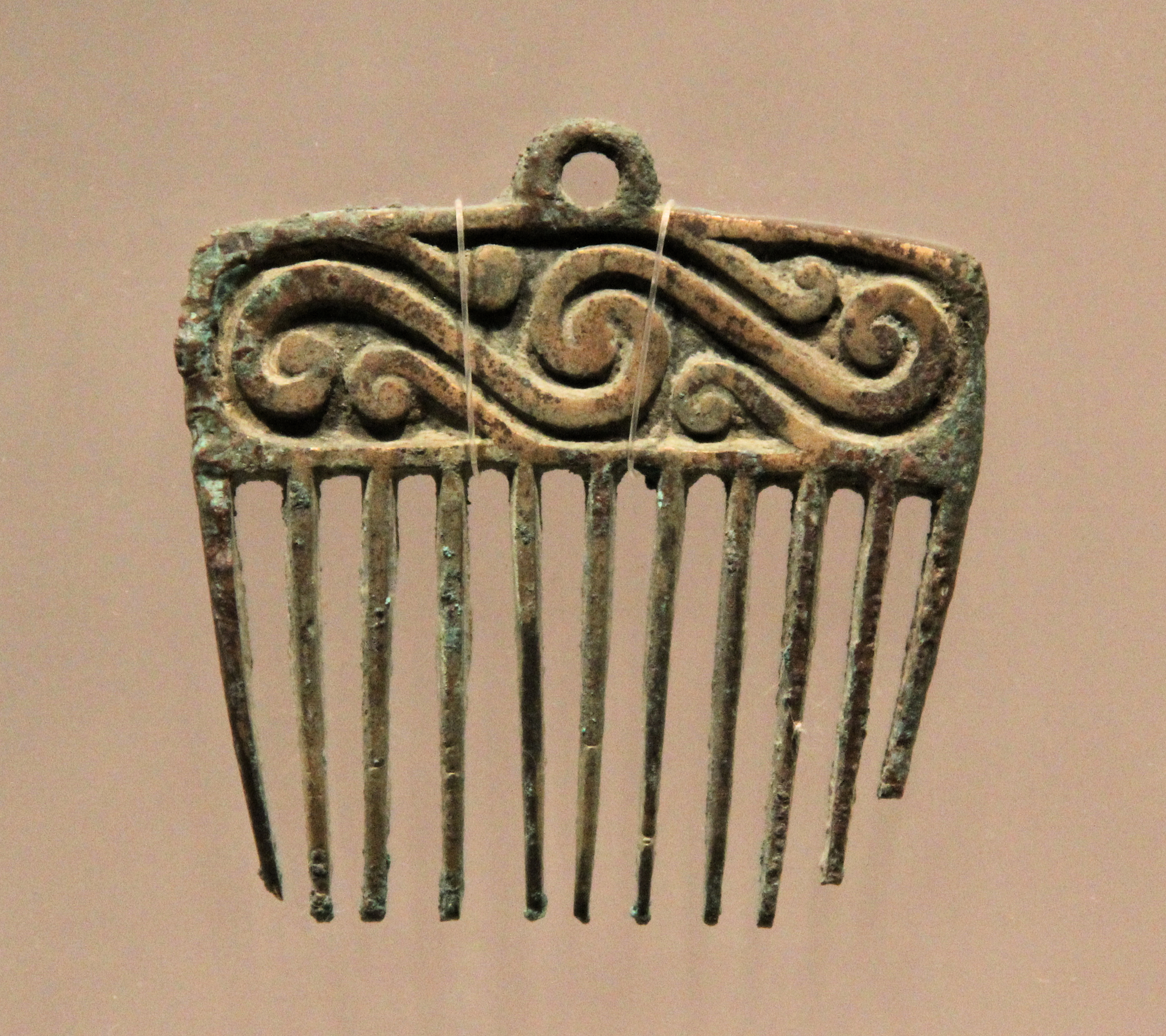
bronzen kam
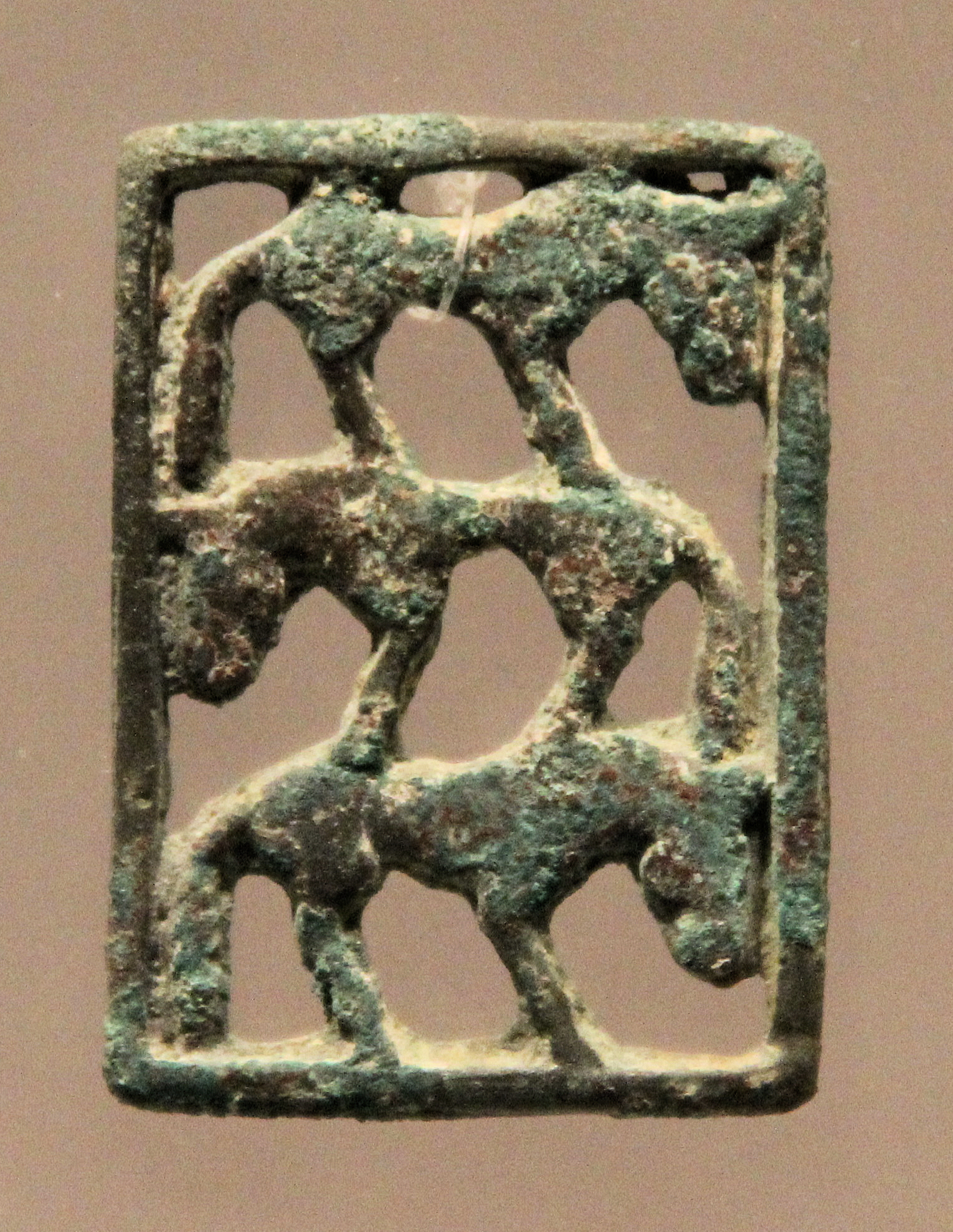
bronzen ornament
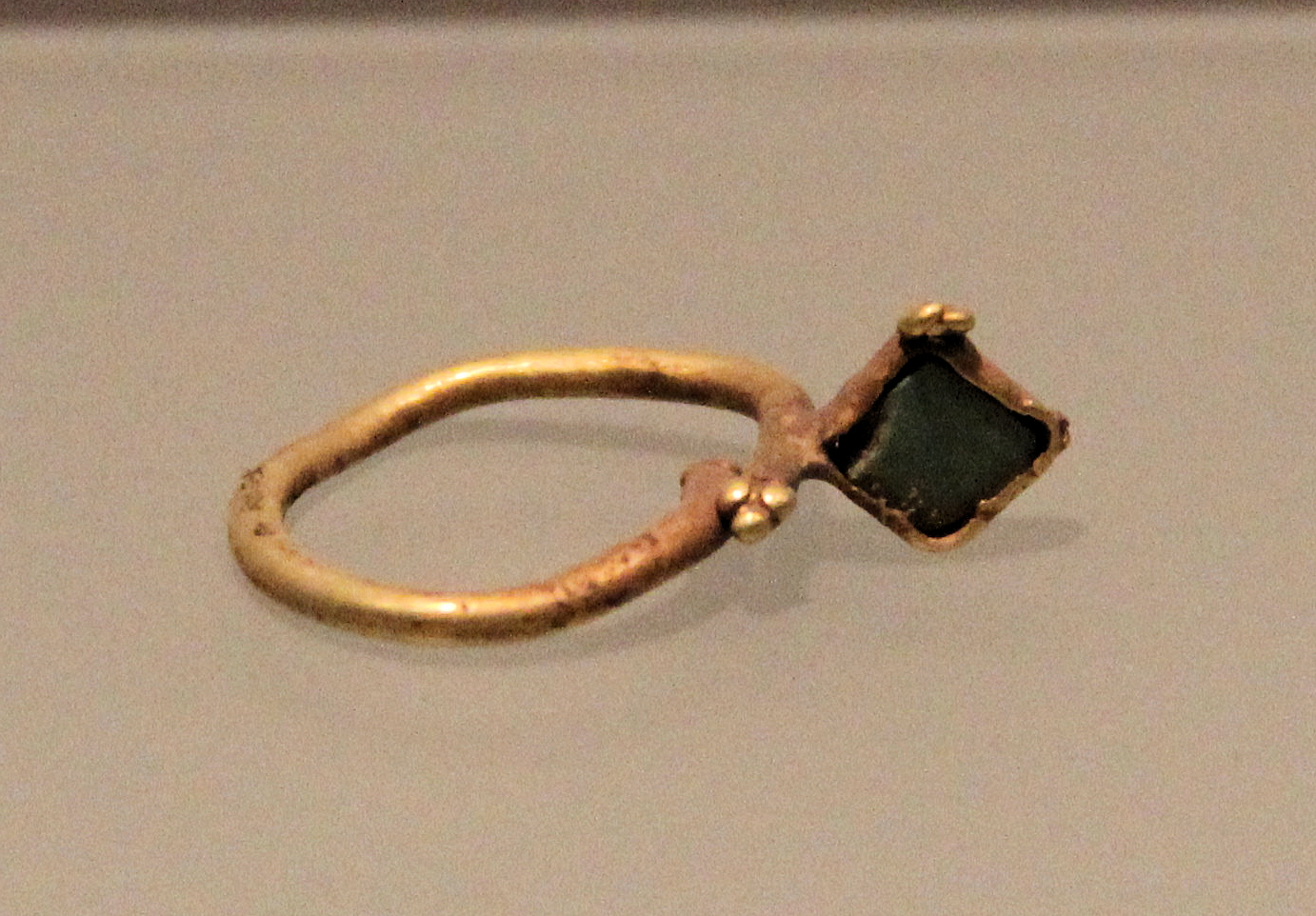
gouden ring ingelegd met turkoois
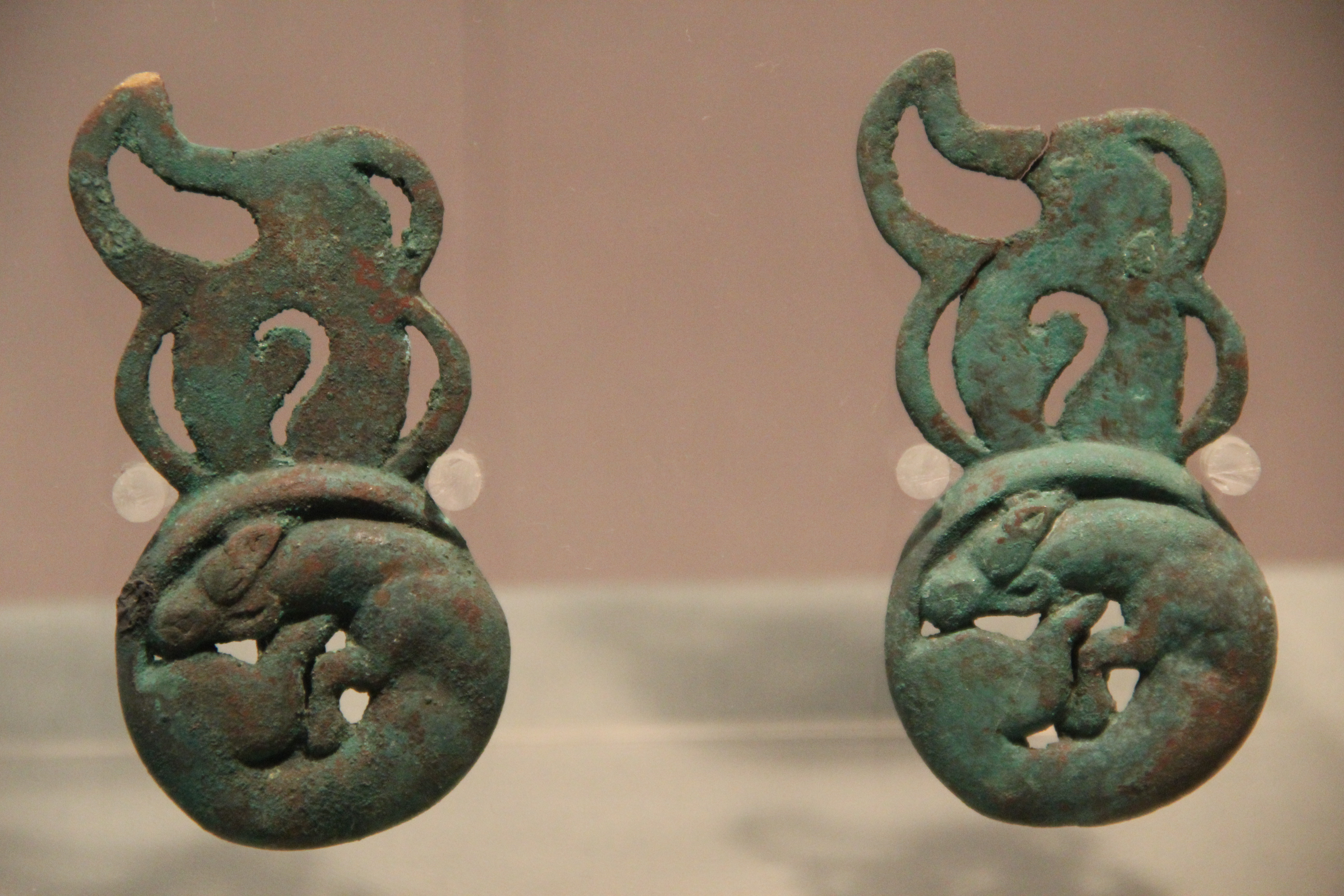
bronzen ornamenten
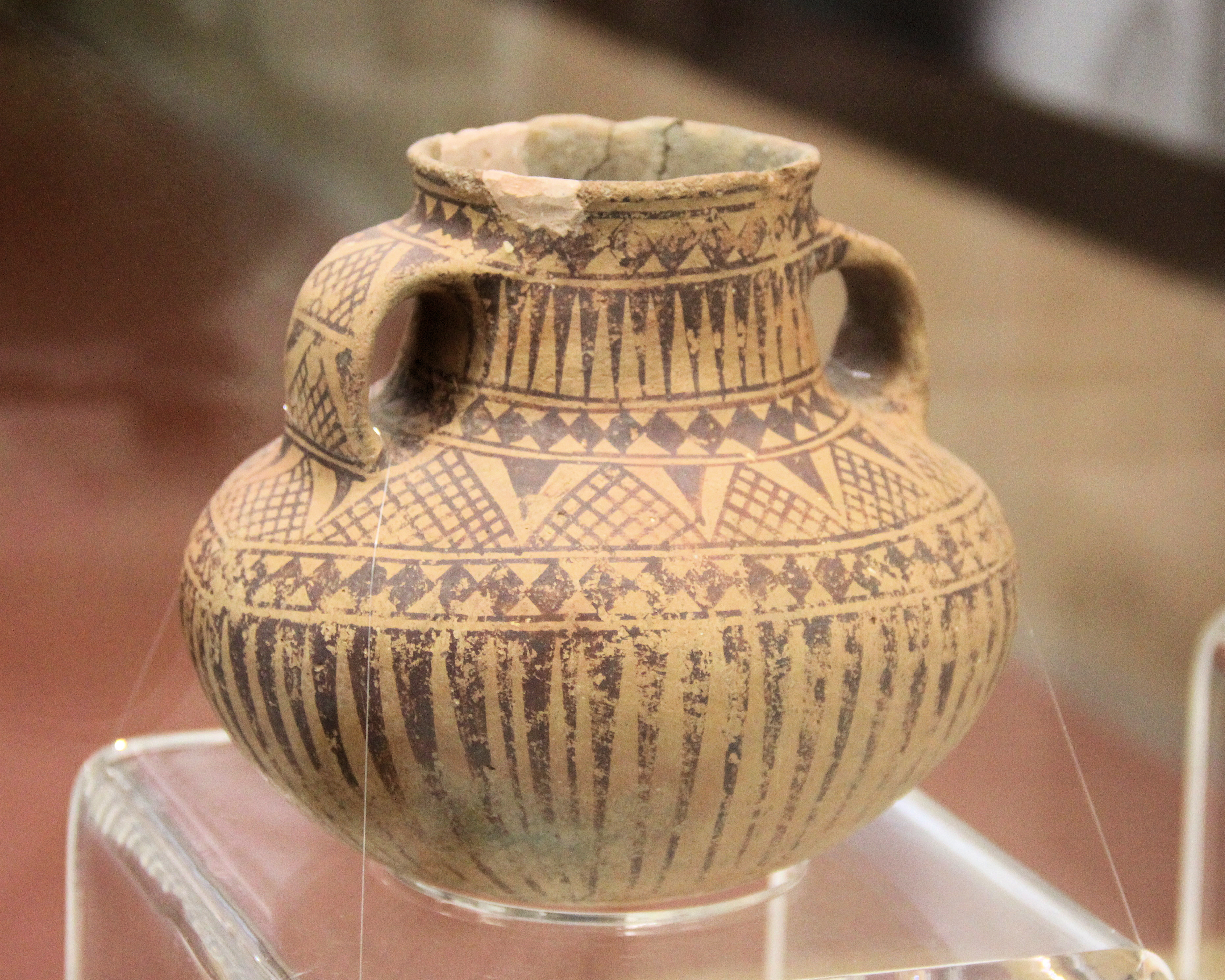
Shajing-aardewerk
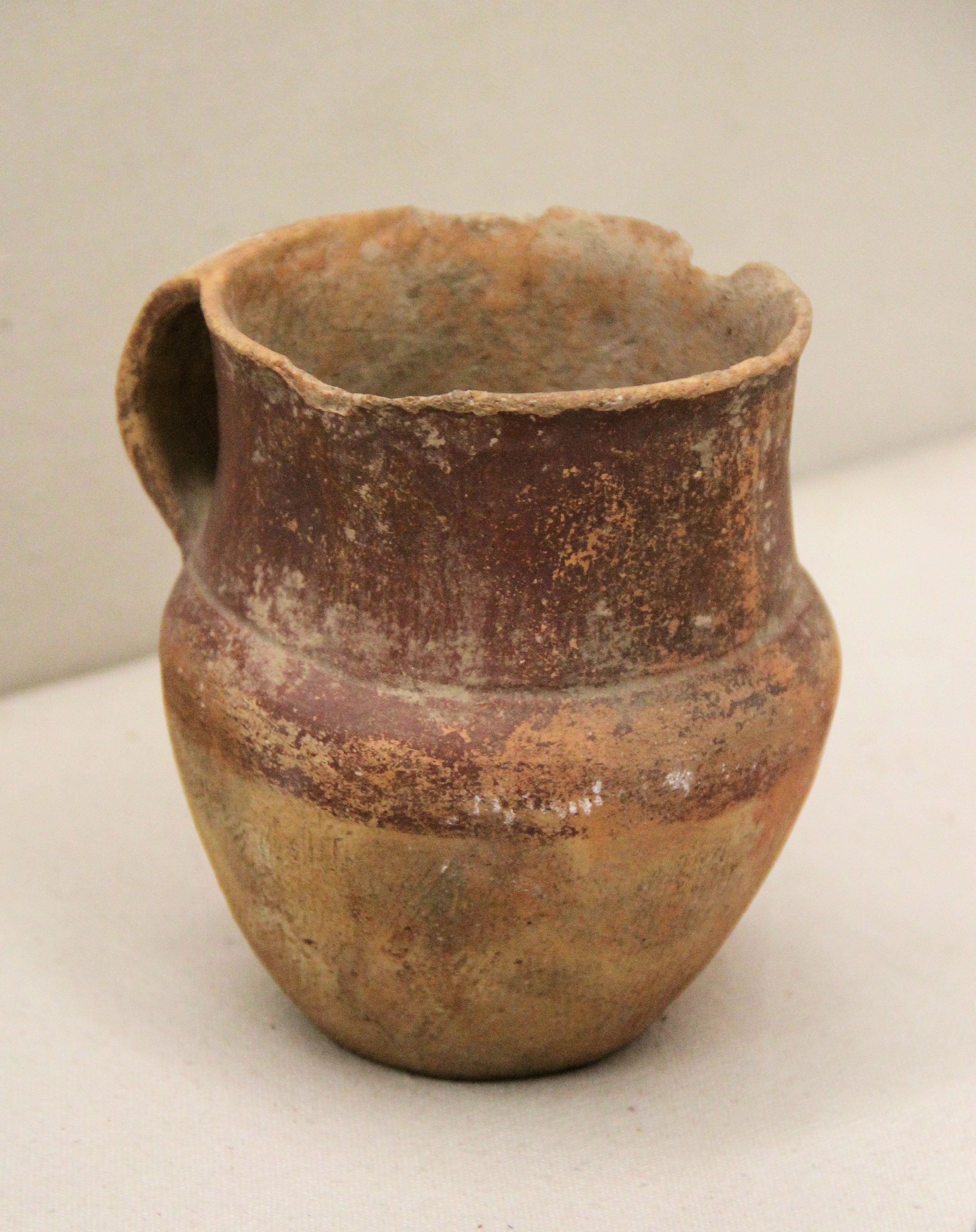
Shajing-aardewerk
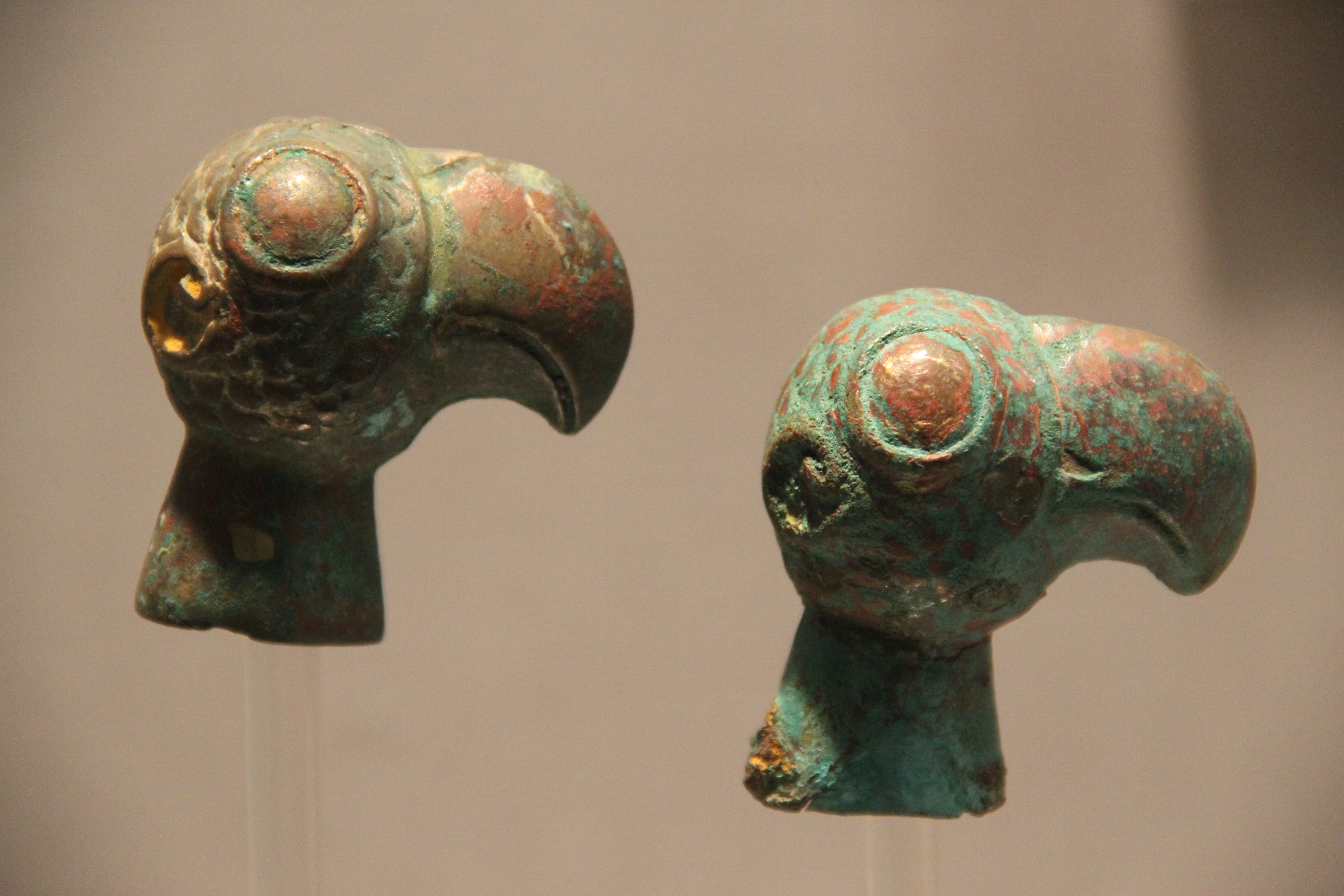
bronzen arendskoppen

## Laatste periode
In de laatste eeuwen werd de Shajingcultuur in het zuiden begrensd door de eerste Grote Muur die in 271 v.Chr. door koning Zhao van Qin werd gebouwd, en door de Majiayuancultuur van de Rong. 
De Shajingcultuur werd rond 150 v.Chr. overspoeld door de Xiongnu, toen deze zich na hun overwinning op de Donghu westwaarts uitbreidden. De Xiongu installeerden een koning genaamd Xiutu (休屠) voor het zuiden en een andere genaamd Hunye (浑邪) voor het noordelijke gebied. Het is mogelijk dat Xiutu zelf misschien geen Xiongnu is geweest, en mogelijk al geregeerd heeft toen de Xiongnu binnenvielen, aangezien er wordt gemeld dat zijn grondgebied werd bezet door de Xiongnu toen ze door de Han-dynastie westwaarts werden geduwd. 
Xiutu stond bekend om het aanbidden van een gouden beeld, zoals gerapporteerd in de Shiji die melding maakt van "gouden (of vergulde) mannen die door de koning van Xiutu werden gebruikt om de hemel te aanbidden". Volgens Christoph Baumer en anderen is het denkbaar dat deze Gouden man' een standbeeld van de Boeddha was. 
Het gebied van de Shajingcultuur en de Hexicorridor werden in 121 v.Chr. veroverd door generaal Huo Qubing van de Han-dynastie, als onderdeel van de Han-Xiongnu-oorlog. De Xiongnu werden verslagen en de Han veroverden het gouden standbeeld van koning Xiutu en brachten het over naar de Ganquan-tempel nabij het keizerlijk paleis van Han Wudi. De Chinese autoriteiten namen de nieuwe gebieden opgenomen in prefecturen en provincies, zoals de prefectuur Wuwei. Talloze mensen werden overgebracht van de Centrale Vlakten om de Hexicorridor opnieuw te bevolken. 